# Chemin de fer Lomé–Blitta
La ligne de chemin de fer Lomé-Blitta fut la troisième ligne de chemin de fer construite dans l'actuel Togo. On l'appelait aussi Hinterlandbahn (chemin de fer de l'arrière-pays ) ou Baumwoll-Bahn (chemin de fer du coton).

## Histoire
La ligne de chemin de fer a été construite à partir de 1908 pendant la période coloniale allemande, afin de développer les zones de culture du coton. Plusieurs rivières devaient être traversées, ce qui entraînait une série de montées et de descentes sur le parcours et  la construction de ponts. Le tronçon de 163 km jusqu'à Agbonou a été achevé en avril 1911. La section restante vers Atakpamé a été ouverte le 2 mai 1913.
Comme terminus, la ligne utilisait la gare de Lomé, initialement construite pour le chemin de fer Lomé–Aného (en) . La ligne bifurque de la voie ferrée Lomé–Kpalimé au km 2,7. La construction et l'exploitation ont été confiées à la Deutsche Kolonial-Eisenbahn Bau- und Betriebsgesellschaft (Société coloniale allemande de construction et d'exploitation des chemins de fer ; DKEBBG), qui exploitait le chemin de fer au Togo sous le nom légal (en) de Togo-Eisenbahn (Chemin de fer du Togo ; TE). Elle devait payer un loyer annuel de 523 000 marks à l'administration fiscale coloniale. La gare de Kamina (en), à 12 km au sud-est de la ville, disposait de sa propre liaison ferroviaire de campagne à voie de 600 mm avec la gare d'Agbonou. Il était prévu de prolonger la voie ferrée, si possible jusqu'à Banjeli, afin d'exploiter les gisements de minerai d'hématite qui s'y trouvent, mais cela n'a pas eu lieu en raison du début de la Première Guerre mondiale[réf. nécessaire].  
Durant la période d'occupation militaire jusqu'en 1922, le chemin de fer était exploité sous le nom de Togoland Military Railway (TMR), les opérations étant gérées par Gold Coast Government Railways, le chemin de fer de la Gold Coast voisine. Le Togo a été divisé entre le Royaume-Uni et la France après la Première Guerre mondiale, l'ensemble du réseau ferroviaire étant situé dans la partie du pays désormais administrée par la France sous mandat de la Société des Nations. Ce n'est qu'en 1922 que le chemin de fer reçut son nom français Chemins de fer de Togo (CFT)[réf. nécessaire].
La puissance coloniale française a continué à étendre la ligne de chemin de fer à partir des années 1930. Depuis Agbonou, sur la ligne ferroviaire Lomé–Atakpamé, une ligne longue de 113 km vers Blitta a été ouverte en 1934. D'autres travaux de construction à Sokodé avaient été commencés, mais ont été arrêtés en raison d'un manque de fonds. Une connexion aux lignes ferroviaires de l'Afrique occidentale française, envisagée dans les années 1950, n'a pas non plus été réalisée[réf. nécessaire].
La ligne a continué à fonctionner comme la ligne principale du réseau ferroviaire du Togo, même après l'indépendance du Togo[réf. nécessaire].
La section d'Agbonou à Atakpamé a depuis été fermée. Une ligne secondaire de 58 km de long a été ouverte en 1979, reliant Togblekovhe et Tabligbo. La ligne secondaire, fermée de 1984 à 1990, assure le transport de clinker. Après le retrait des services de transport de passagers entre Lomé et Blitta à la mi-1998, et leur rétablissement en novembre 1998, un train mixte (en) circule vers Blitta le samedi, le service de retour circulant le dimanche.